# Estación Chapadmalal
Estación Chapadmalal es una localidad del partido de General Pueyrredón, provincia de Buenos Aires, Argentina. Se ubica sobre la ruta provincial 88 en el km 12.

## Población
Cuenta con 1633 habitantes (Indec, 2010), lo que representa un incremento del 23 % frente a los 1323 habitantes (Indec, 2001) del censo anterior.
El censo 2022 dejó de informar la población de la localidad en forma individual y en cambio registró 644.234 pobladores en el área aglomerada sin población rural dispersa o localidades dispersas en el municipio marplatense. Además, el censo dio a conocer datos de su composición poblacional (304 499 hombres 339 735 mujeres), densidad y el área urbana redefinida que incluyó a Batán, Estación Chapadmalal y El Casal que quedaron definitivamente unidos a Mar del platal.
| Gráfica de evolución demográfica de Estación Chapadmalal entre 1991 y 2010 |
|                                                                            |
| Fuente: Censos nacionales del INDEC                                        |